# 竹泓镇
竹泓镇，是中华人民共和国江苏省泰州市兴化市下辖的一个乡镇级行政单位。

## 行政区划
竹泓镇下辖以下地区：
竹泓水产社区、永宁社区、竹二村、冯家村、赵徐沈村、志方村、九港村、丁刘村、舒余村、竺陆张村、解徐王村、东高魏村、白沙村、竹一村、竹三村、竹四村、西刘舍村、北张舍村和尖沟村。